# Kristkirken (Nibøl)
 For alternative betydninger, se Kristkirken. (Se også artikler, som begynder med Kristkirken)
Kristkirken er en kirkebygning i byen Nibøl i Nordfrisland i det vestlige Sydslesvig i den nordtyske delstat Slesvig-Holsten.
Kirken er beliggende i den nordlige del af byen. Den blev opført på ny i 1729, efter at den forhenværende kirke måtte nedbrydes på nær af nordøstmuren. Den 11. maj 1729 lagdes grundstenen og allerede den 17. september kunne den nye kirke indvies. For at kunde opføre kirken skænkede Frederik 4 i alt 508 bjælker, som var strandet på øen Sild som drivtømmer og som senere blev opbevaret ved Fartoft, til nybyggeriet. Kirken råder over træhvælvinger og et lille spir. Kirkens interiør udmærker sig bl.a. ved en granitdøbefont fra før 1200 og en korsfæstelsesgruppe fra omkring 1480 fra den tidligere kirke. Højalteret er fra 1730. Det fritstående klokkehus kom til i 1800-tallet. Klokkehuset fik i 1881 to nye bronzeklokker, den forhenværende klokke fra 1731 blev senere smeltet ned. Kirkens første orgel kom måske fra den forhenværende kirke i Kongsbøl på den oversvømmede ø Strand. I 1855/56 fik kirken et nyt orgel, som dog allerede i 1896 blev erstattet af et Marcussen-orgel.
Den sidste gennemgribende renovering af kirken fandt sted i årene mellem 1970 og 1972. Det hidtil mekaniske tårnur blev erstattet af et elektronisk og kirkeindgangen blev flyttet til vestsiden. Våbenhuset fra 1859 blev fjernet.
Apostelkirken i Dedsbøl og kirken i Nibøl danner siden 1952 en fælles menighed, som hører under den lutherske nordtyske kirke. I området findes også en dansk menighed.
Allerede i middelalderen fandtes der en kirkebygning i nabobyen Langstoft. Den blev dog oversvømmet under stormfloden i 1362 og blev omkring 1410 opgivet. Senere blev der bygget en ny i Nibøl (≈ altså i den nye by, på ældre dansk også Nybøl).